# Папская коронация
Папская коронация — церемония, на протяжении многих лет существовавшая в Римско-католической церкви, во время которой новый папа римский короновался как земной глава Римско-католической церкви и суверен государства-града Ватикан (а до 1870 года — глава государства Папской области). В церемонии использовались трёхъярусная тройная корона (Папская Тиара).

## Церемониальный ритуал
Когда Конклав избирает нового римского папу, он принимает все папские права и власть немедленно после его принятия избрания; однако, римские папы традиционно исчисляли свои года царствования от даты своей коронации. Начиная с понтификата папы римского Иоанна XXIII, все кардиналы должны быть епископами, а в течение нескольких столетий, кардиналы всегда избирали одного из себе подобных, чтобы стать папой римским. Если вновь избранный папа римский не епископ, он должен быть немедленно посвящён. В соответствии с традицией, право ординации принадлежит декану Коллегии Кардиналов, а в его отсутствии вице-декану, а в отсутствие обоих из них, старшему кардиналу-епископу. Если новый папа римский уже епископ, его избрание объявляется немедленно людям, собравшимся на площади Святого Петра, и он преподаёт им своё благословение.
Епископская интронизация папы римского имеет место в его соборе, соборе Святого Иоанна Крестителя на Латеранском холме. Эта церемония была однажды объединена с коронацией. В период авиньонского папства, папа римский, находящийся во Франции, не мог быть возведён на престол в своём соборе в Риме. Коронации продолжались, в то время как интронизации должны были ждать возвращение в Рим. Когда папа римский Григорий XI возвратился в Рим, Латеранский дворец был в ужасном состоянии и требовал ремонта, так что папы римские сделали Ватикан своим местом жительства и переместили коронации в собор Святого Петра. Латеранский собор остаётся собором Рима, и интронизация происходит там. В течение периода «Узничества в Ватикане», интронизация не имела место.

## Место церемонии
Первые папские коронации проходили в соборе Святого Иоанна Крестителя на Латеранском холме — соборе, где располагается кафедра папы.
Затем традиционно в течение сотен лет папские коронации проходили в соборе Святого Петра, хотя ряд коронаций в период Авиньонского пленения пап (Климента V, Иоанна XXII, Бенедикта XII, Климента VI, Иннокентия VI, Урбана V и Григория XI, а также двоих антипап Климента VII и Бенедикта XIII) проходили в Авиньоне.
В 1800 году Пий VII был коронован в базилике Сан-Джорджо Маджоре бенедиктинского монастыря острова Сан-Джорджо (Венеция), после того, как его предшественник Пий VI был вынужден удалиться во временное изгнание в период захвата Наполеоном Бонапартом Рима.

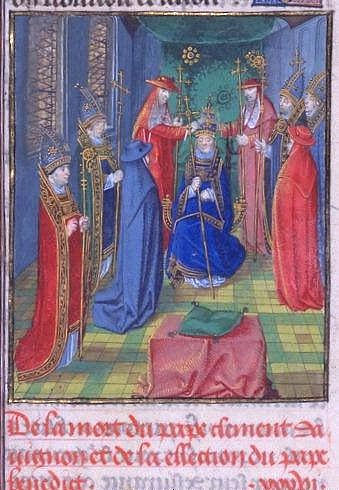
Коронация Бенедикта XIII

Все коронации после 1800 года проходили в Риме. В середине XIX века папы стали снова короноваться в соборе Святого Иоанна Крестителя на Латеранском холме, однако общественная враждебность к папе римскому в Риме привела к тому, что церемонии переместились обратно в более безопасный собор Святого Петра.
Лев XIII был коронован в Сикстинской Капелле, из-за опасений, что антиклерикальная толпа, вдохновлённая объединением Италии, могла бы напасть на собор и прервать церемонию. Бенедикт XV был также коронован в Сикстинской Капелле в 1914 году. Пий XI был коронован на возвышении перед Высоким Алтарём в соборе Святого Петра. Папы римские Пий IX, Пий XII, Иоанн XXIII и Павел VI — все были коронованы публично на балконе базилики, перед многочисленной толпой, собравшейся на площади Святого Петра.

## Коронации в XX веке
На коронации Пия XII в 1939 году появилось несколько нововведений: она была первой церемонией такого рода, снятой на киноплёнку, и первой, переданной в прямом эфире по радио. Церемонию, которая продолжалась в течение шести часов, посетили ведущие сановники, включая наследника итальянского престола — принца Умберто Пьемонтского, бывшего царя Болгарии Фердинанда I и бывшего короля Испании Альфонса XIII, герцога Норфолка (представлявшего короля Великобритании Георга VI), ирландского премьер-министра Имона де Валеру.

### Коронация Павла VI
Последним коронованным папой римским был Павел VI, при этом он прекратил носить тиару через несколько недель после обряда, положив её собственноручно на алтарь собора Святого Петра в качестве жеста смирения.
Его апостольская конституция 1975 года — Romano Pontifici Eligendo — явно требовала, чтобы его преемник был коронован:

Новый понтифик должен быть коронован старшим кардиналом-дьяконом.

Однако, почувствовав значительную оппозицию внутри Римской курии, его преемник Иоанн Павел I вместо коронации избрал менее формальную Папскую интронизационную мессу.

## Отказ от коронации после Павла VI
После внезапной смерти Иоанна Павла I был избран Иоанн Павел II, который воспроизвёл сдержанную церемонию своего предшественника, а не восстановил папскую коронацию. В своей проповеди на Интронизационной мессе, он сказал, что Павел VI «оставил своим преемникам свободно решать», носить ли им папскую тиару. Он продолжал:

Папа Иоанн Павел I, чья память настолько ярка в наших сердцах, не желал иметь тиару; его преемник не желает этого сегодня. Сегодня не время, чтобы воскресить церемонию, которая может быть рассмотрена неправильно, как символ власти римских пап.

Критики и сторонники возвращения к папским коронациям интерпретировали его слова «сегодня не время» как указание, что произойти это может после Второго Ватиканского собора, или что, через неделю после внезапной смерти папы римского Иоанна Павла I и только, через шесть недель после того, как была предыдущая интронизация, «сегодня» (его день интронизации) не было времени, чтобы возвратиться к предыдущей церемонии, но что возвращение к традиционной коронации будет выбором для будущих римских пап.
Иоанн Павел II в своей апостольской конституции 1996 года Universi Dominici Gregis, оставил это право решить для каждого будущего папы римского, хотят ли они интронизацию или коронацию. Он написал:
После торжественной церемонии инаугурации понтификата и в пределах соответствующего времени …
Нигде не было заявлено то, какую форму «инаугурации понтификата» будут брать; и папская интронизация и папская коронация технически могут использоваться, ибо обе церемонии были описаны в части использования такого термина. Единственным требованием Иоанна Павла II было то, что определённая «торжественная церемония» должна иметь место, чтобы начать понтификат.
В 2005 году преемник Иоанна Павла II, Бенедикт XVI, разочаровал некоторых католиков-традиционалистов, когда он принял решение не проводить папскую коронацию, но вместо неё провести церемонию Папской интронизации.
Когда спросили, потребовал ли изменений новый папа римский, когда ему показали план церемонии его инаугурации, ватиканский представитель отказался что-либо комментировать. Некоторые католики-традиционалисты также критиковали Бенедикта XVI за отказ получить Папскую Клятву кардиналов, существование которой обсуждалось, и которую фильмы о папских коронациях 1939, 1958 и 1963 годов никогда не показывали.
Основываясь на этих действиях, седевакантисты идут настолько далеко, что избранных римских пап Павла VI, Иоанна Павла I, Иоанна Павла II, Бенедикта XVI, Франциска и Льва XIV — не признают законными папами римскими, а считают их скорее антипапами.

## Список папских Коронаций 1143—1963
Список всех папских коронаций между 1143 годом и 1963 годом::
- 3 октября 1143 года (Рим) — папа римский Целестин II, коронован кардиналом Грегорио Тарквини, кардиналом-протодьяконом диаконии церкви Санти-Серджо-э-Бакко. 26 сентября он был посвящён в епископа Рима кардиналом Альберихом Остийским, кардиналом-епископом Остии.
- 12 марта 1144 года (Рим) — папа римский Луций II, коронован кардиналом Грегорио Тарквини, кардиналом-протодьяконом диаконии церкви Санти-Серджо-э-Бакко. В тот же самый день он был посвящён в епископа Рима кардиналом Альбериком де Бове, кардиналом-епископом Остии.
- 14 марта 1145 года (аббатство Фарфа) — папа римский Евгений III, коронован кардиналом Одоне Бонеказе, кардиналом-дьяконом диаконии церкви Сан-Джорджо-ин-Велабро. 18 февраля он был посвящён в епископа Рима кардиналом Коррадо делла Субарра, кардиналом-епископом Сабины и деканом Священной Коллегии Кардиналов.
- 12 июля 1153 года (Рим) — папа римский Анастасий IV, коронован кардиналом Одоне Бонеказе, кардиналом-протодьяконом диаконии церкви Сан-Джорджо-ин-Велабро.
- 5 декабря 1154 года (Рим) — папа римский Адриан IV, коронован вероятно кардиналом Родольфо, кардиналом-дьяконом диаконии церкви Санта-Лючия-ин-Септисольо[12].
- 20 сентября 1159 года (Нимфа) — папа римский Александр III, коронован кардиналом Одоне Бонеказе, кардиналом-протодьяконом диаконии церкви Сан-Джорджо-ин-Велабро. В этот же самый день, он был посвящён в епископа Рима кардиналом Убальдо Аллючиньоли, епископом Остии и Веллетри.
  - 4 октября 1159 года (аббатство Фарфа) — антипапа Виктор IV (1159—1164), коронован и посвящён в епископа Рима кардиналом Икмаром, кардиналом-епископом Тускулумским и деканом Священной Коллегии Кардиналов.
  - 22 июля 1167 года (Рим) — антипапа Пасхалий III, коронован (неизвестно). 22 апреля 1164 года он был посвящён в епископа Рима в Лукке Генрихом II Лиизом, князем-епископом Льежа (не кардинал).
  - 1168 год (Рим) — антипапа Каликст III, коронован (неизвестно)[13].
- 6 сентября 1181 года (Веллетри) — папа римский Луций III, коронован кардиналом Теодино дельи Атти, кардиналом-епископом Порто и Санта Руфина[14].
- 1 декабря 1185 года (Верона) — папа римский Урбан III, коронован (неизвестно), (вероятно кардиналом Ардичио Риволтеллой, кардиналом-дьяконом диаконии церкви Сан-Теодоро[15]).
- 25 октября 1187 года (Феррара) — папа римский Григорий VIII, коронован кардиналом Джачинто Бобоне Орсини, кардиналом-протодьяконом диаконии церкви Санта-Мария-ин-Козмедин. В этот же самый день он был посвящён в епископа Рима, вероятно кардиналом Тибо, епископом Остии и Веллетри (?).
- 7 января 1188 года (Пиза) — папа римский Климент III, коронован кардиналом Джачинто Бобоне Орсини, кардиналом-протодьяконом диаконии церкви Санта-Мария-ин-Козмедин.
- 14 апреля 1191 года (Рим) — папа римский Целестин III, коронован кардиналом Грациано Пизанским, кардиналом-протодьяконом диаконии церкви Санти-Козма-э-Дамиано. В этот же самый день он был посвящён в епископа Рима кардиналом Оттавиано ди Паоли, епископом Остии и Веллетри и вице-деканом Священной Коллегии Кардиналов.
- 22 февраля 1198 года (Рим) — папа римский Иннокентий III, коронован кардиналом Грациано Пизанским, кардиналом-протодьяконом диаконии церкви Санти-Козма-э-Дамиано. В этот же самый день он был посвящён в епископа Рима кардиналом Оттавиано ди Паоли, епископом Остии и Веллетри и вице-деканом Священной Коллегии Кардиналов.
- 31 августа 1216 года (Рим) — папа римский Гонорий III, коронован кардиналом Гвидо Пьерлеони, кардиналом-протодьяконом диаконии церкви Сан-Никола-ин-Карчере. 24 июля, он был посвящён в епископа Рима кардиналом Уголино Конти ди Сеньи, епископом Остии и Веллетри и вице-деканом Священной Коллегии Кардиналов.
- 11 апреля 1227 года (Рим) — папа римский Григорий IX, коронован кардиналом Оттавиано деи Конти ди Сеньи, кардиналом-протодьяконом диаконии церкви Санти-Серджо-э-Бакко.
- 28 июня 1243 года (Ананьи) — папа римский Иннокентий IV, коронован кардиналом Райньеро Капоччи, кардиналом-протодьяконом диаконии церкви Санта-Мария-ин-Козмедин. В этот же самый день, он был посвящён в епископа Рима, вероятно кардиналом Ринальдо Конти ди Сеньи, епископом Остии и Веллетри и деканом Священной Коллегии Кардиналов (?).
- 20 декабря 1254 года (Неаполь) — папа римский Александр IV, коронован кардиналом Риккардо Аннибальди, кардиналом-протодьяконом диаконии церкви Сант-Анджело-ин-Пескерия.
- 4 сентября 1261 года (Витербо) — папа римский Урбан IV, коронован кардиналом Риккардо Аннибальдески, кардиналом-протодьяконом диаконии церкви Сант-Анджело-ин-Пескерия.
- 20 сентября 1265 года (Витербо) — папа римский Климент IV, коронован кардиналом Риккардо Аннибальдески, кардиналом-протодьяконом диаконии церкви Сант-Анджело-ин-Пескерия.
- 23 марта 1272 года (Рим) — папа римский Григорий X, коронован кардиналом Джованни Гаэтано Орсини, кардиналом-дьяконом диаконии церкви Сан-Никола-ин-Карчере. 19 марта он был посвящён в епископа Рима (?) (возможно кардиналом Эдом де Шатору, епископом Фраскати и деканом Священной Коллегии Кардиналов).
- 22 февраля 1276 года (Рим) — папа римский Иннокентий V, коронован кардиналом Джованни Гаэтано Орсини, кардиналом-дьяконом диаконии церкви Сан-Никола-ин-Карчере.
- 20 сентября 1276 года (Витербо) — папа римский Иоанн XXI, коронован кардиналом Джованни Гаэтано Орсини, кардиналом-протодьяконом диаконии церкви Сан-Никола-ин-Карчере.
- 26 декабря 1277 года (Рим) — папа римский Николай III, коронован кардиналом Джакомо Савелли, кардиналом-протодьяконом диаконии церкви Санта-Мария-ин-Козмедин. 19 декабря он был посвящён в епископа Рима (?).
- 23 марта 1281 года (Орвието) — папа римский Мартин IV, коронован кардиналом Джакомо Савелли, кардиналом-протодьяконом диаконии церкви Санта-Мария-ин-Козмедин. В этот же самый день, он был посвящён в епископа Рима кардиналом Латино Малабранка Орсини, епископом Остии и Веллетри.
- 19 мая 1285 года (Рим) — папа римский Гонорий IV, коронован кардиналом Гоффредо да Алатри, кардиналом-протодьяконом диаконии церкви Сан-Джорджо-ин-Велабро. В этот же самый день, он был посвящён в епископа Рима кардиналом Латино Малабранка Орсини, епископом Остии и Веллетри.
- 22 февраля 1288 года (Рим) — папа римский Николай IV, коронован кардиналом Маттео Орсини Россо, кардиналом-протодьяконом диаконии церкви Санта-Мария-ин-Портико-Октавиа.
- 29 августа 1294 года (Л’Акуила) — папа римский Целестин V, коронован вероятно кардиналом Маттео Орсини Россо, кардиналом-протодьяконом диаконии церкви Санта-Мария-ин-Портико-Октавиа. В этот же самый день, он был посвящён в епископа Рима вероятно кардиналом Югом Эсленом де Бийомом, епископом Остии и Веллетри и деканом Священной Коллегии Кардиналов. Несколькими днями позднее он был коронован снова, потому что в первой церемонии участвовали только трое из десяти кардиналов (единственный случай двойной папской коронации).
- 23 января 1295 года (Рим) — папа римский Бонифаций VIII, коронован кардиналом Маттео Орсини Россо, кардиналом-протодьяконом диаконии церкви Санта-Мария-ин-Портико-Октавиа. В этот же самый день, он был посвящён в епископа Рима кардиналом Югом Сегуином де Бийоном, епископом Остии и Веллетри и деканом Священной Коллегии Кардиналов.
- 27 октября 1303 года (Рим) — папа римский Бенедикт XI, коронован кардиналом Маттео Орсини Россо, кардиналом-протодьяконом диаконии церкви Санта-Мария-ин-Портико-Октавиа.
- 14 ноября 1305 года (Лион) — папа римский Климент V, коронован кардиналом Наполеоне Орсини Франджипани, кардиналом-протодьяконом диаконии церкви Сант-Адриано-аль-Форо.
- 5 сентября 1316 года (Лион) — папа римский Иоанн XXII, коронован кардиналом Наполеоне Орсини Франджипани, кардиналом-протодьяконом диаконии церкви Сант-Адриано-аль-Форо.
  - 15 мая 1328 года (Рим) — антипапа Николай V, коронован Джакомо Альберти, псевдокардиналом-епископом Остии и Веллетри. 12 мая он был посвящён в епископа Рима Джакопо Альбертини, епископом Венеции.
- 8 января 1335 года (Авиньон) — папа римский Бенедикт XII, коронован кардиналом Наполеоне Орсини Франджипани, кардиналом-протодьяконом диаконии церкви Сант-Адриано-аль-Форо.
- 19 мая 1342 года (Авиньон) — папа римский Климент VI, коронован кардиналом Раймоном Гийомом де Фаржем, кардиналом-протодьяконом диаконии церкви Санта-Мария-Нуово.
- 30 декабря 1352 года (Авиньон) — папа римский Иннокентий VI, коронован кардиналом Гайаром де Ла Мотем, кардиналом-протодьяконом диаконии церкви Санта-Лючия-ин-Септисольо.
- 6 ноября 1362 года (Авиньон) — папа римский Урбан V, коронован вероятно кардиналом Гийомом де Ла Жюжье, кардиналом-протодьяконом диаконии церкви Санта-Мария-ин-Козмедин. В этот же самый день, он был посвящён в епископа Рима кардиналом Андуэном Обером, епископом Остии и Веллетри.
- 3 января 1371 года (Авиньон) — папа римский Григорий XI, коронован кардиналом Ринальдо Орсини, кардиналом-протодьяконом диаконии церкви Сант-Адриано-аль-Форо. В этот же самый день, он был посвящён в епископа Рима кардиналом Ги Булонским, епископом Порто и Санта Руфина и деканом Священной Коллегии Кардиналов.
- 18 апреля 1378 года (Рим) — папа римский Урбан VI, коронован кардиналом Джакомо Орсини, кардиналом-дьяконом диаконии церкви Сан-Джорджо-ин-Велабро.
  - 31 октября 1378 года (Фонди) — антипапа Климент VII, коронован графом Онорато Каэтани (не кардинал).
- 9 ноября 1389 года (Рим) — папа римский Бонифаций IX, коронован кардиналом Томмазо Орсини, кардиналом-протодьяконом диаконии церкви Санта-Мария-ин-Домника. В этот же самый день, он был посвящён в епископа Рима кардиналом Франческо Морикотти Приньяно, епископом Палестрины и деканом Священной Коллегии Кардиналов.
  - 11 октября 1394 года (Авиньон) — антипапа Бенедикт XIII, коронован кардиналом Пьером де Верне, кардиналом-дьяконом диаконии церкви Санта-Мария-ин-Виа-Лата. В этот же самый день, он был посвящён в епископа Рима кардиналом Жаном де Нёфшателем, епископом Остии и Веллетри.
- 11 ноября 1404 года (Рим) — папа римский Иннокентий VII, коронован кардиналом Ландольфо Марамальдо, кардиналом-протодьяконом диаконии церкви Сан-Никола-ин-Карчере.
- 19 декабря 1406 года (Рим) — папа римский Григорий XII, коронован вероятно кардиналом Ландольфо Марамальдо, кардиналом-протодьяконом диаконии церкви Сан-Никола-ин-Карчере.
  - 7 июля 1409 года (Пиза) — антипапа Александр V, коронован кардиналом Амадео Салуццо, кардиналом-протодьяконом диаконии церкви Санта-Мария-Нуово.
  - 25 мая 1410 года (Болонья) — антипапа Иоанн XXIII, коронован кардиналом Ринальдо Бранкаччо, кардиналом-протодьяконом диаконии церкви Санти-Вито-э-Модесто. В этот же самый день, он был посвящён в епископа Рима кардиналом Жаном Алларме де Броньи, епископом Остии и Веллетри и вице-деканом Священной Коллегии Кардиналов.
- 21 ноября 1417 года (Констанц) — папа римский Мартин V, коронован кардиналом Ринальдо Бранкаччо, кардиналом-протодьяконом диаконии церкви Санти-Вито-э-Модесто. 14 ноября он был посвящён в епископа Рима кардиналом Жаном Алларме де Броньи, епископом Остии и Веллетри и деканом Священной Коллегии Кардиналов.
  - 19 мая 1426 года (Пеньискола) — антипапа Климент VIII, коронован (неизвестно).
- 11 марта 1431 года (Рим) — папа римский Евгений IV, коронован кардиналом Лючидо Конти, кардиналом-протодьяконом диаконии церкви Санта-Мария-ин-Козмедин.
- 24 июня 1440 года (Базель) — антипапа Феликс V, коронован и посвящён кардиналом Луи Алеманом, кардиналом-священником титулярной церкви Санта-Чечилия-ин-Трастевере.
- 19 марта 1447 года (Рим) — папа римский Николай V, коронован кардиналом Просперо Колонна, кардиналом-протодьяконом диаконии церкви Сан-Джорджо-ин-Велабро.
- 20 апреля 1455 года (Рим) — папа римский Каликст III, коронован кардиналом Просперо Колонна, кардиналом-протодьяконом диаконии церкви Сан-Джорджио-ин-Велабро.
- 3 сентября 1458 года (Рим) — папа римский Пий II, коронован кардиналом Просперо Колонна, кардиналом-протодьяконом диаконии церкви Сан-Джорджио-ин-Велабро.
- 16 сентября 1464 года (Рим) — папа римский Павел II, коронован кардиналом Никколо Фортигуеррой, кардиналом-священником титулярной церкви Санта-Чечилия-ин-Трастевере.
- 25 августа 1471 года (Рим) — папа римский Сикст IV, коронован кардиналом Родриго Борджиа, кардиналом-протодьяконом диаконии церкви Сан-Никола-ин-Карчере. В этот же самый день, он был посвящён в епископа Рима кардиналом Гийомом де Эстутевилем, епископом Остии и Веллетри и вице-деканом Священной Коллегии Кардиналов.
- 12 сентября 1484 года (Рим) — папа римский Иннокентий VIII, коронован кардиналом Франческо Тодескини-Пикколомини, кардиналом-протодьяконом диаконии церкви Сант-Эустакьо.
- 26 августа 1492 года (Рим) — папа римский Александр VI, коронован кардиналом Франческо Тодескини-Пикколомини, кардиналом-протодьяконом диаконии церкви Сант-Эустакьо.
- 8 октября 1503 года (Рим) — папа римский Пий III, коронован кардиналом Раффаэле Риарио, кардиналом-протодьяконом диаконии церкви Сан-Лоренцо-ин-Дамазо. 1 октября он был посвящён в епископа Рима кардиналом Джулиано делла Ровере, епископом Остии и Веллетри и вице-деканом Священной Коллегии Кардиналов.
- 26 ноября 1503 года (Рим) — папа римский Юлий II, коронован кардиналом Джованни Колонна, кардиналом-дьяконом диаконии церкви Санта-Мария-ин-Аквиро.
- 19 марта 1513 года (Рим) — папа римский Лев X, коронован кардиналом Алессандро Фарнезе, кардиналом-протодьяконом диаконии церкви Сант-Эустакьо. 17 марта он был посвящён в епископа Рима кардиналом Раффаэле Риарио, епископом Остии и Веллетри и деканом Священной Коллегии Кардиналов.
- 31 августа 1522 года (Рим) — папа римский Адриан VI, коронован кардиналом Марко Корнаро, кардиналом-протодьяконом диаконии церкви Санта-Мария-ин-Виа-Лата.
- 26 ноября 1523 года (Рим) — папа римский Климент VII, коронован кардиналом Марко Корнаро, кардиналом-протодьяконом диаконии церкви Санта-Мария-ин-Виа-Лата.
- 3 ноября 1534 года (Рим) — папа римский Павел III, коронован кардиналом Инноченцо Чибо, кардиналом-протодьяконом диаконии церкви Санта-Мария-ин-Домника.
- 22 февраля 1550 года (Рим) — папа римский Юлий III, коронован кардиналом Инноченцо Чибо, кардиналом-протодьяконом диаконии церкви Санта-Мария-ин-Домника.
- 10 апреля 1555 года (Рим) — папа римский Марцелл II, коронован кардиналом Франческо Пизани, кардиналом-протодьяконом диаконии церкви Сан-Марко. В этот же самый день он был посвящён в епископа Рима кардиналом Джанпьетро Карафой, епископом Остии и Веллетри и деканом Священной Коллегии Кардиналов.
- 26 мая 1555 года (Рим) — папа римский Павел IV, коронован кардиналом Франческо Пизани, кардиналом-протодьяконом диаконии церкви Сан-Марко.
- 6 января 1560 года (Рим) — папа римский Пий IV, коронован кардиналом Алессандро Фарнезе, кардиналом-протодьяконом диаконии церкви Сан-Лоренцо-ин-Дамазо.
- 17 января 1566 года (Рим) — папа римский Пий V, коронован кардиналом Джулио Фельтре делла Ровере, кардиналом-протодьяконом диаконии церкви Сан-Пьетро-ин-Винколи.
- 25 мая 1572 года (Рим) — папа римский Григорий XIII, коронован кардиналом Инноченцо Чокки дель Монте, кардиналом-протодьяконом диаконии церкви Санта-Мария-ин-Виа-Лата.
- 1 мая 1585 года (Рим) — папа римский Сикст V, коронован кардиналом Фердинандо Медичи, кардиналом-дьяконом диаконии церкви Санта-Мария-ин-Домника.
- 8 декабря 1590 года (Рим) — папа римский Григорий XIV, коронован кардиналом Андреасом Австрийским, кардиналом-протодьяконом диаконии церкви Санта-Мария-Нуово.
- 3 ноября 1591 года (Рим) — папа римский Иннокентий IX, коронован кардиналом Андреасом Австрийским, кардиналом-протодьяконом диаконии церкви Санта-Мария-Нуово.
- 9 февраля 1592 года (Рим) — папа римский Климент VIII, коронован кардиналом Франческо Сфорца ди Санта Фьора, кардиналом-протодьяконом диаконии церкви Санта-Мария-ин-Виа-Лата. 2 февраля он был посвящён в епископа Рима кардиналом Альфонсо Джезуальдо, епископом Остии и Веллетри и деканом Священной Коллегии Кардиналов.
- 29 апреля 1605 года (Рим) — папа римский Лев XI, коронован кардиналом Франческо Сфорца ди Санта Фьора, кардиналом-протодьяконом диаконии церкви Санта-Мария-ин-Виа-Лата.
- 29 мая 1605 года (Рим) — папа римский Павел V, коронован кардиналом Франческо Сфорца ди Санта Фьора, кардиналом-протодьяконом диаконии церкви Санта-Мария-ин-Виа-Лата.
- 14 февраля 1621 года (Рим) — папа римский Григорий XV, коронован кардиналом Андреа Барони Перетти Монтальто, кардиналом-протодьяконом диаконии церкви Санта-Мария-ин-Виа-Лата.
- 29 сентября 1623 года (Рим) — папа римский Урбан VIII, коронован кардиналом Алессандро д’Эсте, кардиналом-протодьяконом диаконии церкви Санта-Мария-ин-Виа-Лата.
- 4 октября 1644 года (Рим) — папа римский Иннокентий X, коронован кардиналом Карло Медичи, кардиналом-протодьяконом диаконии церкви Сан-Никола-ин-Карчере.
- 16 апреля 1655 года (Рим) — папа римский Александр VII, коронован кардиналом Теодоро Тривульцио, кардиналом-протодьяконом диаконии церкви Санта-Мария-ин-Виа-Лата.
- 26 июня 1667 года (Рим) — папа римский Климент IX, коронован кардиналом Ринальдо д’Эсте, кардиналом-протодьяконом диаконии церкви Сан-Никола-ин-Карчере.
- 11 мая 1670 года (Рим) — папа римский Климент X, коронован кардиналом Франческо Майдалькини, кардиналом-протодьяконом диаконии церкви Санта-Мария-ин-Виа-Лата.
- 4 октября 1676 года (Рим) — папа римский Иннокентий XI, коронован кардиналом Франческо Майдалькини, кардиналом-протодьяконом диаконии церкви Санта-Мария-ин-Виа-Лата.
- 16 октября 1689 года (Рим) — папа римский Александр VIII, коронован кардиналом Франческо Майдалькини, кардиналом-протодьяконом диаконии церкви Санта-Мария-ин-Виа-Лата.
- 15 июля 1691 года (Рим) — папа римский Иннокентий XII, коронован кардиналом Урбано Саккетти, кардиналом-протодьяконом диаконии церкви Санта-Мария-ин-Виа-Лата.
- 8 декабря 1700 года (Рим) — папа римский Климент XI, коронован кардиналом Бенедетто Памфили, кардиналом-протодьяконом диаконии церкви Санта-Мария-ин-Виа-Лата. 30 ноября он был посвящён в епископа Рима кардиналом Эммануэлем де Буйоном, епископом Порто и Санта Руфина и деканом Священной Коллегии Кардиналов.
- 18 мая 1721 года (Рим) — папа римский Иннокентий XIII, коронован кардиналом Бенедетто Памфили, кардиналом-протодьяконом диаконии церкви Санта-Мария-ин-Виа-Лата.
- 4 июня 1724 года (Рим) — папа римский Бенедикт XIII, коронован кардиналом Бенедетто Памфили, кардиналом-протодьяконом диаконии церкви Санта-Мария-ин-Виа-Лата.
- 16 июля 1730 года (Рим) — папа римский Климент XII, коронован кардиналом Лоренцо Альтьери, кардиналом-протодьяконом диаконии церкви Санта-Агата-ин-Субурра.
- 21 августа 1740 года (Рим) — папа римский Бенедикт XIV, коронован кардиналом Карло Марией Марини, кардиналом-дьяконом диаконии церкви Санта-Агата-ин-Субурра.
- 16 июля 1758 года (Рим) — папа римский Климент XIII, коронован кардиналом Алессандро Альбани, кардиналом-протодьяконом диаконии церкви Санта-Мария-ин-Виа-Лата.
- 4 июня 1769 года (Рим) — папа римский Климент XIV, коронован кардиналом Алессандро Альбани, кардиналом-протодьяконом диаконии церкви Санта-Мария-ин-Виа-Лата. 28 мая он был посвящён в епископа Рима кардиналом Федерико Марчелло Ланте, епископом Порто и Санта Руфина и заместителем декана Священной Коллегии Кардиналов.
- 22 февраля 1775 года (Рим) — папа римский Пий VI, коронован кардиналом Алессандро Альбани, кардиналом-протодьяконом диаконии церкви Санта-Мария-ин-Виа-Лата. В этот же самый день он был посвящён в епископа Рима кардиналом Джованни Франческо Альбани, епископом Порто и Санта Руфина и деканом Священной Коллегии Кардиналов.
- 21 марта 1800 года (Венеция) — папа римский Пий VII, коронован кардиналом Антонио Дориа Памфили, кардиналом-протодьяконом диаконии церкви Санта-Мария-ад-Мартирес.
- 5 октября 1823 года (Рим) — папа римский Лев XII, коронован кардиналом Фабрицио Руффо, кардиналом-протодьяконом диаконии церкви Санта-Мария-ин-Виа-Лата.
- 5 апреля 1829 года (Рим) — папа римский Пий VIII, коронован кардиналом Джузеппе Альбани, кардиналом-протодьяконом диаконии церкви Санта-Мария-ин-Виа-Лата.
- 6 февраля 1831 года (Рим) — папа римский Григорий XVI, коронован кардиналом Джузеппе Альбани, кардиналом-протодьяконом диаконии церкви Санта-Мария-ин-Виа-Лата. В этот же самый день он был посвящён в епископа Рима кардиналом Бартоломео Паккой, епископом Остии и Веллетри и деканом Священной Коллегии Кардиналов.
- 21 июня 1846 года (Рим) — папа римский Пий IX, коронован кардиналом Томмазо Риарио Сфорцой, кардиналом-протодьяконом диаконии церкви Санта-Мария-ин-Виа-Лата.
- 3 марта 1878 года (Рим) — папа римский Лев XIII, коронован кардиналом Теодольфо Мертэлем, кардиналом-дьяконом диаконии церкви Сант-Эустакьо.
- 9 августа 1903 года (Рим) — папа римский Пий X, коронован кардиналом Луиджи Макки, кардиналом-протодьяконом диаконии церкви Санта-Мария-ин-Виа-Лата.
- 6 сентября 1914 года (Рим) — папа римский Бенедикт XV, коронован кардиналом Франческо Салезио делла Вольпе, кардиналом-протодьяконом диаконии церкви Санта-Мария-ин-Аквиро.
- 12 февраля 1922 года (Рим) — папа римский Пий XI, коронован кардиналом Гаэтано Бислети, кардиналом-протодьяконом диаконии церкви Сант-Агата-деи-Готи.
- 12 марта 1939 года (Рим, Ватикан) — папа римский Пий XII, коронован кардиналом Камилло Качча Доминиони, кардиналом-протодьяконом диаконии церкви Санта-Мария-ин-Домника.
- 4 ноября 1958 года (Рим, Ватикан) — папа римский Иоанн XXIII, коронован кардиналом Николой Канали, кардиналом-протодьяконом диаконии церкви Сан-Никола-ин-Карчере.
- 30 июня 1963 года (Рим, Ватикан) — папа римский Павел VI, коронован кардиналом Альфредо Оттавиани, кардиналом-протодьяконом диаконии церкви Санта-Мария-ин-Домника (последняя папская коронация).